# Jugoszlávia az olimpiai játékokon

1920–1936

Jugoszlávia 1920-ban szerepelt először az olimpiai játékokon. Ezt megelőzően Szlovénia, Horvátország és a Vajdaság sportolói Ausztria vagy Magyarország olimpiai csapataiban indultak, illetve független államként Szerbia 1912-ben önálló csapattal képviseltette magát.
Jugoszlávia különböző neveken vett részt a megmérettetéseken:
- Jugoszláv Királyság – 1920 és 1936 között.
- Jugoszláv Szocialista Szövetségi Köztársaság – 1948-tól egészen az 1992-ben rendezett téli olimpiáig.
- Jugoszláv Szövetségi Köztársaság – 1996 és 2002 között, ekkor a csapatot már csak a montenegrói és a szerbiai sportolók alkották.

Egy alkalommal volt házigazdája a téli olimpiai játékoknak, 1984-ben Szarajevóban.
Az 1992. évi téli olimpiai játékokon két volt tagköztársaság, Szlovénia és Horvátország már külön csapatokat indított, 2008-ban pedig már hat külön csapat képviseltette magát a volt szövetségi köztársaságból. Ez a szám a 2016. évi nyári olimpiai játékoktól hétre nőtt Koszovóval.
| Nemzet                                       | NOB-országkód | Először    | Utoljára   |
| -------------------------------------------- | ------------- | ---------- | ---------- |
| Jugoszláv Királyság                          |               | 1920       | 1936 nyári |
| Jugoszláv Szocialista Szövetségi Köztársaság | YUG           | 1948 téli  | 1992 téli  |
| Horvátország                                 | CRO           | 1992 téli  |            |
| Szlovénia                                    | SLO           | 1992 téli  |            |
| Bosznia-Hercegovina                          | BIH           | 1992 nyári |            |
| Független résztvevők                         | IOP           | 1992 nyári | 1992 nyári |
| Macedónia                                    | MKD           | 1996       |            |
| Jugoszláv Szövetségi Köztársaság             | YUG           | 1996       | 2002       |
| Szerbia és Montenegró                        | SCG           | 2004       | 2006       |
| Szerbia                                      | SRB           | 1912       |            |
| Montenegró                                   | MNE           | 2008       |            |
| Koszovó                                      | KOS           | 2016       |            |

## Éremtáblázatok

### Érmek a nyári olimpiai játékokon
| Olimpia           | Arany | Ezüst | Bronz | Összesen |
| 1920, Antwerpen   | 0     | 0     | 0     | 0        |
| 1924, Párizs      | 2     | 0     | 0     | 2        |
| 1928, Amszterdam  | 1     | 1     | 3     | 5        |
| 1932, Los Angeles | 0     | 0     | 0     | 0        |
| 1936, Berlin      | 0     | 1     | 0     | 1        |
| 1948, London      | 0     | 2     | 0     | 2        |
| 1952, Helsinki    | 1     | 2     | 0     | 3        |
| 1956, Melbourne   | 0     | 3     | 0     | 3        |
| 1960, Róma        | 1     | 1     | 0     | 2        |
| 1964, Tokió       | 2     | 1     | 2     | 5        |
| 1968, Mexikóváros | 3     | 3     | 2     | 8        |
| 1972, München     | 2     | 1     | 2     | 5        |
| 1976, Montréal    | 2     | 3     | 3     | 8        |
| 1980, Moszkva     | 2     | 3     | 4     | 9        |
| 1984, Los Angeles | 7     | 4     | 7     | 18       |
| 1988, Szöul       | 3     | 4     | 5     | 12       |
| Összesen          | 26    | 29    | 28    | 83       |

### Érmek a téli olimpiai játékokon
| Olimpia                      | Arany          | Ezüst          | Bronz          | Összesen       |
| 1924, Chamonix               | 0              | 0              | 0              | 0              |
| 1928, St. Moritz             | 0              | 0              | 0              | 0              |
| 1932, Lake Placid            | nem vett részt | nem vett részt | nem vett részt | nem vett részt |
| 1936, Garmisch-Partenkirchen | 0              | 0              | 0              | 0              |
| 1948, St. Moritz             | 0              | 0              | 0              | 0              |
| 1952, Oslo                   | 0              | 0              | 0              | 0              |
| 1956, Melbourne              | 0              | 0              | 0              | 0              |
| 1960, Squaw Valley           | nem vett részt | nem vett részt | nem vett részt | nem vett részt |
| 1964, Innsbruck              | 0              | 0              | 0              | 0              |
| 1968, Grenoble               | 0              | 0              | 0              | 0              |
| 1972, Szapporo               | 0              | 0              | 0              | 0              |
| 1976, Innsbruck              | 0              | 0              | 0              | 0              |
| 1980, Lake Placid            | 0              | 0              | 0              | 0              |
| 1984, Szarajevó              | 0              | 1              | 0              | 1              |
| 1988, Calgary                | 0              | 2              | 1              | 3              |
| 1992, Albertville            | 0              | 0              | 0              | 0              |
| Összesen                     | 0              | 3              | 1              | 4              |

## Érmek sportáganként

### Érmek a nyári olimpiai játékokon sportáganként
| Jugoszlávia érmei a nyári olimpiai játékokon sportáganként | Jugoszlávia érmei a nyári olimpiai játékokon sportáganként | Jugoszlávia érmei a nyári olimpiai játékokon sportáganként | Jugoszlávia érmei a nyári olimpiai játékokon sportáganként | Az olimpiai zászlaja |

| Sportág       | Arany | Ezüst | Bronz | Összesen |
| ------------- | ----- | ----- | ----- | -------- |
| Torna         | 5     | 2     | 4     | 11       |
| Birkózás      | 4     | 6     | 6     | 16       |
| Vízilabda     | 3     | 4     | 0     | 7        |
| Ökölvívás     | 3     | 2     | 6     | 11       |
| Kézilabda     | 3     | 1     | 1     | 5        |
| Kajak-kenu    | 2     | 2     | 1     | 5        |
| Sportlövészet | 2     | 0     | 1     | 3        |
| Kosárlabda    | 1     | 4     | 2     | 7        |
| Labdarúgás    | 1     | 3     | 1     | 5        |
| Evezés        | 1     | 1     | 3     | 5        |
| Úszás         | 1     | 1     | 0     | 2        |
| Atlétika      | 0     | 2     | 0     | 2        |
| Asztalitenisz | 0     | 1     | 1     | 2        |
| Cselgáncs     | 0     | 0     | 2     | 2        |
| Összesen      | 26    | 29    | 28    | 83       |

### Érmek a téli olimpiai játékokon sportáganként
| Jugoszlávia érmei a téli olimpiai játékokon sportáganként | Jugoszlávia érmei a téli olimpiai játékokon sportáganként | Jugoszlávia érmei a téli olimpiai játékokon sportáganként | Jugoszlávia érmei a téli olimpiai játékokon sportáganként | Az olimpiai zászlaja |

| Sportág  | Arany | Ezüst | Bronz | Összesen |
| -------- | ----- | ----- | ----- | -------- |
| Alpesisí | 0     | 2     | 0     | 2        |
| Síugrás  | 0     | 1     | 1     | 2        |
| Összesen | 0     | 3     | 1     | 4        |